# グローバルトリニティー
グローバルトリニティー（Global TRINITY）は、株式会社FORTRESS,JAPAN（フォートレスジャパン、東京都）が運営する日本の英会話教室。旧名トリニティーアカデミー。同社が運営する同様のスクールに「お茶の間学院」（インターネットスクール）などがある。

## 沿革
- 1986年 - 大阪校開校
- 1987年 - 東京校・名古屋校開校
- 2005年 - 福岡校開校
- 2006年 - 仙台校開校
- 2009年7月 - 東京校・名古屋校・大阪校をHER-S（ハーツ）に名称変更

## 概要
大学生向けの英会話レッスンを展開しているほか、HER-Sの名称で運営している東京校・名古屋校・大阪校ではリクルート講座も実施している。トリニティーアカデミー時代はワープロやパソコン講座も行っていたとされる。

## 強引な勧誘
旧トリニティーアカデミーの時代から強引な勧誘行為が問題視されている。
適格消費者団体である特定非営利活動法人消費者支援機構関西によると、主に就職活動中の大学生や新入生（スタッフが大学の入学式に潜入）に対し、路上アンケートで電話番号を聞き出し、その後に執拗かつ迷惑な電話勧誘を繰り返したり、また、営業所では「この場で決断しなさい」や（契約書を出してきて）断っても何度も契約書を書くように強要するなどと強い態度で契約を迫る（断ろうとすると、契約するまで営業所に拘束）など、学生に対し圧力を掛けていたとされる。さらに、5時間以上に渡る勧誘行為をしたり、受講料に関しても、100万円近く支払わせる契約をされたとの報告もある。電話をかけて営業所に誘おうとする際も、来る気があるかどうかを確かめるために道順そして場所を説明するように催促、学生が強制的に電話を切ると別の電話番号を使って再度電話をしつこくかける、（契約破棄になっても）ほとぼりが冷めたころに再度電話をかけて勧誘してくる等の行為も見受けられた。入会拒否される（拒否されそうになる）と、「絶対後悔する！」や「君の人生はうまくいかない」などと学生の人格を否定する発言もしていた。

### 適格消費者団体が不当勧誘停止の申し入れ、提訴
2008年6月24日、消費者支援機構関西は運営会社であるフォートレスジャパンに対し、不当な勧誘を止めるよう申し入れ文書を送付した。改善する姿勢が見られない場合、消費者団体訴訟制度に基づいて不当な行為を止めるよう、差止請求訴訟を提起するとしている。
2008年8月26日、消費者支援機構関西は不当勧誘の改善が見られないとしてフォートレス社を相手取り、消費者団体訴訟を大阪地裁に提起した。消費者支援機構関西によると、同機構は2006年5月から3回に渡り改善を求める申し入れを行ってきたが、2008年8月4日のフォートレス社からの回答では「問題の起きない営業を行っている」との文言があり、今後も不当勧誘が恐れがあるとして提訴に踏み切ったとしている。

### 和解成立
2009年3月4日、同訴訟はフォートレス社が事実と異なる説明をして生徒を勧誘してきたことを認め、「今後同様な行為をした場合、その都度機構側に1人あたり50万円支払う」という約束で和解が成立した。消費者団体訴訟における和解は本和解が最初のケースである。

### 適格消費者団体が和解条項違反で再度提訴
その後2009年12月25日、消費者支援機構関西は「和解条項に反し、不当な勧誘を続けている」として、フォートレス社に対し違約金150万円の支払いを求める訴訟を大阪地裁に提起した。機構側は11月30日、和解条項を踏まえ、不当に勧誘した消費者3人分の違約金を請求書の到達日から7日以内に支払うよう求めてきたがフォートレス社は応じなかったため、強制執行の裁判所の執行文を求め提訴した。2010年5月31日、大阪地裁は訴えを認め、執行文を付与する判決を言い渡した。同社は英会話教室の名称を「HER-S（ハーツ）」に変更した後も、同様の勧誘を続けてきたとされる。

## 業務停止命令の行政処分
2010年2月18日、消費者庁と東京都は勧誘に際して予約が必要な定員制授業なのにもかかわらず、「いつでも無制限に受講できる」との虚偽の告知をしたり、勧誘を断った者に「この場で決めないと後悔する」と執拗に迫るなどの手口が悪質だとして、フォートレスジャパンに対して特定商取引法（不実告知）に基づく6カ月の業務停止命令を出した。